# بينتورا رويث أجيليرا
بينتورا رويث أجيليرا (بالإسبانية: Ventura Ruiz Aguilera)‏ شاعر وكاتب إسباني، وُلد في سالامنكا عام 1820.لقب باسم برينجير الإسباني تيمنا بالشاعر الفرنسي بيير جان دي برينجير. وتُوفي في سالامنكا أيضًا في عام 1881.

## السيرة الذاتية
وُلد بينتورا رويث أجيليرا في سلامنكا عام 1820. تخرج من كلية الطب ثم انتقل إلى مدريد في عام 1844، حيث انخرط في الصحافة السياسية. شغل مناصب رسمية مهمة في إطار الوزارات الليبرالية. وأصبح مديرًا لمتحف الآثار الوطني في مدريد. وتوفي بينتورا رويث أجيليرا في 1 يوليو 1881.

## مسيرته الأدبية
حقق بينتورا نجاحًا باهرًا على خلفية نشر كتابه أصداء وطنية عام 1849، مجموعة أساطير وطنية ومرثيات. تولى تحرير العديد من المجلات، وقال أنه في كتابته بالجرائد، كان يسعى لإثارة الجماهير إلى الشعور بالكرامة الوطنية. له أيضًا العديد من الأعمال الشعرية الأخرى مثل مرثيات وتجانس عام 1863، التي كانت أقل نجاحًا من سابقها، ثم أتبعه بهزليات عام 1874 وفصول العام عام 1879، والذين أبرزوا أن شعبيته بدأت في التضائل. ونشر عدة مجموعات من كتاباته النثرية، والتي كانت تتألف في معظمها من روايات قصيرة. ونشرت مختارات من قصائده تحت أسماء إلهامات عام 1865 وأشعار عام 1880. كتب بنتورا تحت تاثير واضح من الكاتب والسياسي الفرنسي ألفونس دو لامارتين، وكان يكرز ببشارة الليبرالية والمسيحية في الأبيات التي، ينقصها القوة، كانت تترك الانطباع بوجود تفاني صادق وشخصية ساحرة.